# Gado dos Rodrigues
Gado dos Ferros é um distrito do município brasileiro de Palmácia, estado do Ceará. 
Foi criado pelo ato estadual de 1988 como distrito do município de Palmácia. 
O distrito destaca-se no turismo com seu Balneário Lagoa Bar,a Festa de Reis,e a Festa de Santo Antônio.